# Тітіана
Тітіана (рум. Titiana) — село у повіті Муреш в Румунії. Адміністративно підпорядковане місту Сермашу.
Село розташоване на відстані 295 км на північний захід від Бухареста, 35 км на північний захід від Тиргу-Муреша, 44 км на схід від Клуж-Напоки.

## Населення
За даними перепису населення 2002 року у селі проживали 39 осіб.
Національний склад населення села:
| Національність | Кількість осіб | Відсоток |
| -------------- | -------------- | -------- |
| румуни         | 33             | 84,6%    |
| угорці         | 6              | 15,4%    |

Рідною мовою назвали:
| Мова      | Кількість осіб | Відсоток |
| --------- | -------------- | -------- |
| румунська | 33             | 84,6%    |
| угорська  | 6              | 15,4%    |